# Jürgen Klopp
Jürgen Norbert Klopp  (Stuttgart, 16 de junio de 1967) es un exfutbolista y exentrenador alemán. Es considerado ampliamente como uno de los mejores entrenadores en la historia del fútbol. Actualmente es director de fútbol del grupo Red Bull.
Klopp pasó la mayor parte de su carrera como jugador del Mainz 05; un jugador trabajador y físico, inicialmente se desempeñó como delantero, antes de pasar a la defensa. Al retirarse en 2001, Klopp se convirtió en el entrenador del club, y se aseguró la promoción a la Bundesliga en 2004. Después de sufrir el descenso en la temporada 2006-07 y no poder lograr la promoción, Klopp renunció en 2008 como el entrenador con más años a cargo del club. Luego se convirtió en entrenador del Borussia Dortmund, guiándolos al título de la Bundesliga en 2010-11, antes de ganar el primer doblete doméstico del Dortmund durante una temporada récord. Klopp también guio al Dortmund a un segundo puesto en la UEFA Champions League 2012–13 antes de irse en 2015 como su entrenador más veterano.
Klopp fue nombrado director técnico del Liverpool en 2015. Guio al club a dos sucesivas finales de la UEFA Champions League en 2018 y 2019, ganando esta última para asegurar su primer título ―y sexto del club― en la competencia. El equipo de Klopp también terminó segundo en la Premier League 2018-19, registrando 97 puntos; el tercer total más alto en la historia de la Primera División inglesa, y la mayor cantidad por un equipo sin lograr ganar el título. En la siguiente temporada, Klopp ganó la Supercopa de Europa y la primera Copa Mundial de Clubes de la FIFA en Liverpool, y mantuvo una racha invicta de 44 partidos en la liga -la segunda más larga en la historia de la máxima categoría- mientras el club aseguraba el decimonoveno título de liga de Liverpool al obtener el campeonato de la Premier League 2019-20, el primero desde su fundación en 1992. Durante la temporada 2021-22, ganó su primera Carabao Cup (la primera del club en 10 años) y su primera FA Cup (la primera del club en 16 años).
Como director técnico, se le atribuye la labor de popularizar la filosofía de fútbol conocida como Gegenpressing, que consiste en presionar intensamente cuando no se tiene la posesión del balón, llevándolo a sus mayores éxitos en Europa tanto en el Liverpool como en el Borussia Dortmund de la Bundesliga de Alemania.
En los años 2019 y 2020, fue reconocido con el premio The Best al mejor entrenador del mundo.

## Primeros años y carrera como futbolista
Nacido en Stuttgart, la capital del estado de Baden-Wurtemberg, a Norbert Klopp, un vendedor ambulante y exportero, Klopp creció en el campo en el pueblo de Glatten en la Selva Negra, cerca de Freudenstadt, con dos hermanas mayores. Comenzó a jugar en el club local SV Glatten y más tarde en TuS Ergenzingen como jugador júnior, con la siguiente temporada en 1. FC Pforzheim y luego en tres clubes de Fráncfort del Meno, Eintracht Fráncfort II, Viktoria Sindlingen y Rot-Weiss Frankfurt durante su adolescencia. Introducido al fútbol a través de su padre, Klopp fue un fanático del VfB Stuttgart en su juventud. Su padre Norbert fue su entrenador personal en fútbol, tenis y esquí, y lo sometía a un régimen ultracompetitivo, practicando deportes con él y volcando sus frustraciones por no haber podido llegar más lejos en el fútbol. Cuando era niño, Klopp aspiraba a ser médico, pero no creía que era «lo suficientemente inteligente como para una carrera médica», diciendo «cuando estaban entregando nuestros certificados de nivel A, mi director me dijo: 'Espero que tengas éxito con el fútbol; de lo contrario, esto no va a ir muy bien para ti'».
Mientras jugaba como futbolista aficionado, Klopp tuvo un par de trabajos a tiempo parcial, como en una tienda de alquiler de videos local, o cargando artículos pesados en camiones. En 1988, mientras asistía a la Universidad Goethe de Frankfurt, además de jugar para no profesionales de Eintracht Fráncfort, Klopp dirigió los D-Juniors de Fráncfort. En el verano de 1990, Klopp fue firmado por FSV Maguncia 05. Pasó la mayor parte de su carrera profesional en Maguncia, desde 1990 hasta 2001, y su actitud y compromiso lo convirtieron en un favorito de los fanáticos. Originalmente un delantero, Klopp comenzó a jugar como defensor en 1995. Ese mismo año, Klopp obtuvo un diploma en Ciencias del Deporte en la Universidad Johann Wolfgang Goethe, escribiendo su tesis sobre marcha atlética. Se retiró como máximo goleador del Mainz 05, registrando 56 goles en total, incluyendo 52 goles en la liga.
Klopp confesó que como jugador se sentía más adecuado para un papel como entrenador, describiéndose a sí mismo diciendo que «tenía pies de cuarta división y una cabeza de primera división». Al recordar su prueba en Eintracht Frankfurt, donde jugó junto a Andreas Möller, Klopp describió cómo pensaba a sus 19 años: «si eso es fútbol, estoy jugando un juego completamente diferente. Era de clase mundial. Yo ni siquiera era una clase». Como jugador, Klopp siguió de cerca los métodos de su entrenador en el campo de entrenamiento, así como los viajes semanales a Colonia para estudiar con Erich Rutemöller y obtener su licencia de entrenador de fútbol.

## Carrera como técnico

### Mainz 05

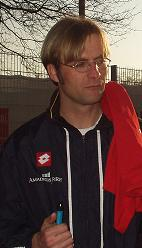
En 2004, Klopp condujo a su antiguo club, el Mainz 05, al ascenso a la Bundesliga.

Tras su retirada como jugador en el 1. FSV Maguncia 05 de la 2.ª Bundesliga, Klopp fue nombrado entrenador del club el 27 de febrero de 2001, tras la destitución de Eckhard Krautzun. Al día siguiente, Klopp se hizo cargo de su primer partido, en el que el Mainz 05 se impuso en casa por 1-0 al MSV Duisburgo. Klopp ganó seis de sus primeros siete partidos y terminó en el puesto 14, evitando el descenso a falta de un partido. En su primera temporada completa en el cargo, en 2001-02, Klopp condujo al Mainz hasta el cuarto puesto de la liga, aplicando su táctica favorita de presión y contrapresión, y se quedó a las puertas del ascenso. En la temporada 2002-03, el Mainz volvió a ser cuarto, y se le negó el ascenso en la última jornada por la diferencia de goles. Tras dos temporadas de decepción, Klopp condujo al Maguncia a un tercer puesto en la temporada 2003-04, asegurando el ascenso a la Bundesliga por primera vez en la historia del club.
A pesar de contar con el menor presupuesto y el estadio más pequeño de la liga, el Mainz terminó decimoprimero en su primera temporada en la máxima categoría, en 2004-05. El equipo de Klopp volvió a ser undécimo en 2005-06 y se clasificó para la Copa de la UEFA 2005-06, donde en la fase previa derrotó al equipo armenio FC MIKA y al islandés Keflavík ÍF, pero cayó en la eliminatoria previa frente al Sevilla FC. Al final de la temporada 2006-07, el Mainz 05 descendió, pero Klopp decidió continuar en el club. Sin embargo, al no poder lograr el ascenso al año siguiente, Klopp dimitió al final de la temporada 2007-08. Terminó con un balance de 109 victorias, 78 empates y 83 derrotas.

### Borussia Dortmund
Inmediatamente, Klopp firmó un contrato de dos años con el Borussia Dortmund. A pesar del interés del campeón alemán, el Bayern de Múnich, Klopp firmó un contrato de dos años con el club, que había terminado en un decepcionante 13.er lugar bajo las órdenes del anterior entrenador Thomas Doll. El primer partido de Klopp como entrenador fue el 9 de agosto de 2008, con una victoria por 3-1 en la Copa de Alemania contra el Rot-Weiss Essen. En su primera temporada, Klopp ganó su primer trofeo con el club tras derrotar al campeón alemán, el Bayern de Múnich, para hacerse con la Supercopa de Alemania de 2008. En su primera temporada en el cargo, llevó al club a un sexto puesto. La temporada siguiente, Klopp se aseguró un puesto en Europa al llevar al Dortmund al quinto puesto, a pesar de tener una de las plantillas más jóvenes de la liga.

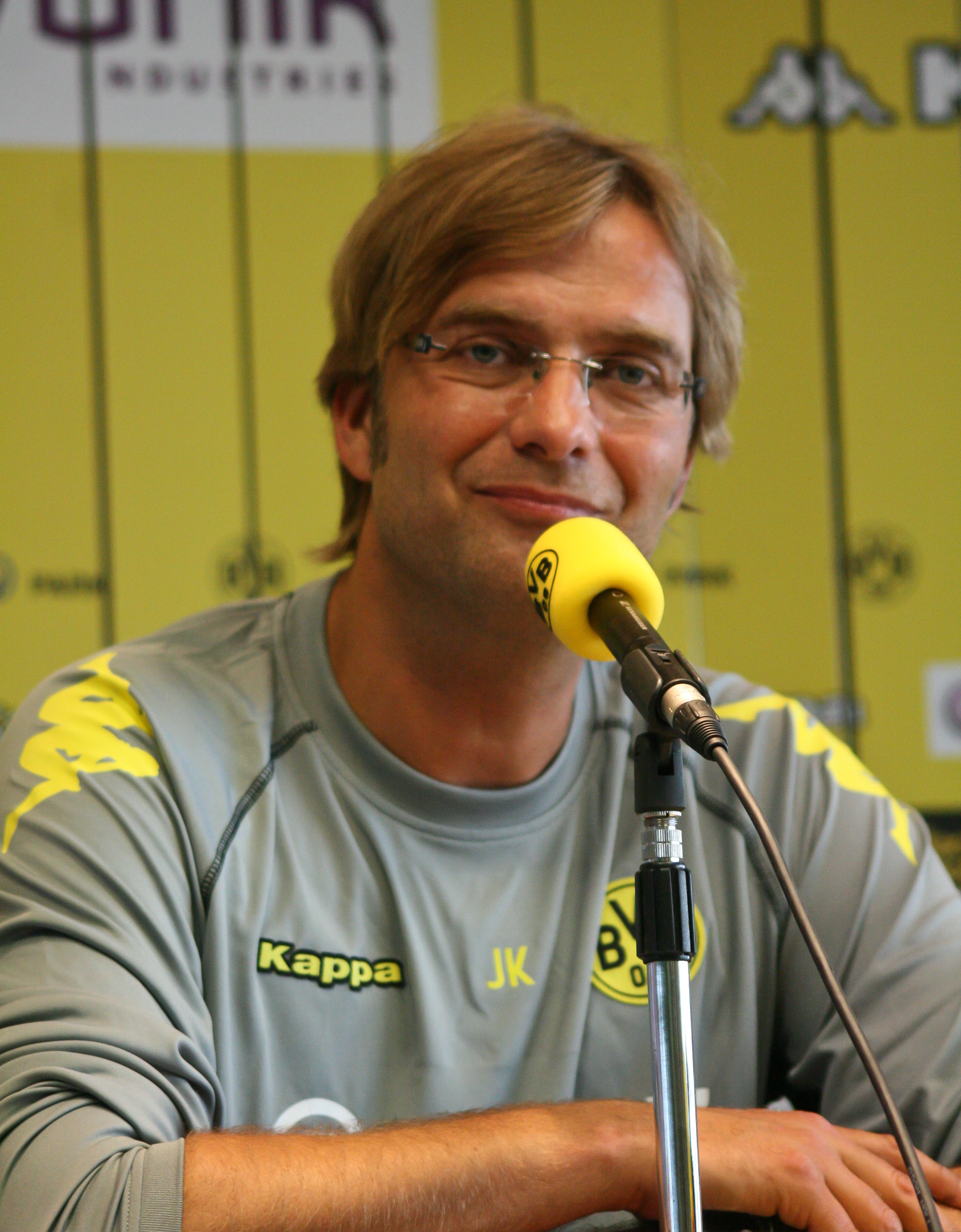
Klopp, en 2010, como entrenador del Borussia Dortmund.

Tras perder por 2-0 ante el Bayer Leverkusen en la primera jornada de la temporada 2010-11, el Dortmund de Klopp ganó catorce de los quince partidos siguientes y se aseguró el primer puesto de la liga en Navidad. El 30 de abril de 2011 el Borussia dio la sorpresa y se proclamó campeón de la Bundesliga nueve años después, siendo este su séptimo título de liga, al vencer al 1. F. C. Núremberg por 2-0 en casa. El equipo de Klopp fue el más joven de la historia en ganar la Bundesliga. Para la temporada 2011-12, el Dortmund perdió la Supercopa de Alemania 2011 contra su rival, el Schalke 04. Klopp renovó con el Borussia y el conjunto renano revalidó el título en la temporada 2011-12 tras una intensa lucha con el Bayern de Múnich. Su total de 81 puntos esa temporada fue el mayor total de puntos en la historia de la Bundesliga y los 47 puntos obtenidos en la segunda mitad de la temporada también establecieron un nuevo récord. Sus 25 victorias en la liga igualaron el récord del Bayern de Múnich, mientras que su racha de 28 partidos de liga sin perder fue la mejor registrada en una sola temporada de la máxima categoría alemana. Además se proclamó campeón de la Copa de Alemania tras vencer en la final 5-2 al equipo bávaro, completando así el doblete.
En la temporada 2012-13, el Borussia no pudo revalidar el título de campeón de la Bundesliga ni de la Copa, pero consiguió llegar a la final de la Liga de Campeones de la UEFA tras vencer al Shakhtar Donetsk en octavos de final, al Málaga CF en cuartos de final, y al Real Madrid en semifinales, siendo la segunda ocasión en la que el equipo alemán llegó a la final de la máxima competición europea, final que finalmente perdió 2-1 ante el Bayern de Múnich.
El 27 de julio de 2013, el Borussia Dortmund se proclamó campeón de la Supercopa de Alemania al derrotar 4-2 al Bayern de Múnich. El 30 de octubre de 2013, el Borussia anunció la renovación del contrato de Klopp hasta 2018. A pesar de comenzar la temporada con buen pie, la marcha de Mario Götze y la lesión de Ilkay Gündogan debilitaron al conjunto alemán, que finalizó la primera vuelta de la Bundesliga en cuarto puesto, lejos del rendimiento mostrado en anteriores campañas. No obstante, el Borussia mejoró sus registros en la segunda vuelta y se aseguró el subcampeonato a falta de una jornada para el final de la Bundesliga 2013-14. En la Liga de Campeones no pudo igualar su actuación de la temporada anterior, cayendo en cuartos de final ante el Real Madrid (3-2); y en la Copa de Alemania, perdió 2-0 en la final frente al Bayern de Múnich.
La temporada 2014-15 del Borussia comenzó como la anterior, con victoria en la Supercopa de Alemania. Pero luego, el equipo mostró dos caras: en la Bundesliga completó su peor comienzo desde 1985, mientras que en la Champions League lideraba su grupo con comodidad. El equipo alemán accedió a octavos de final de la Champions pero ocupaba puestos de descenso en la Bundesliga en el ecuador de la misma, una situación que hizo que el club tuviera que ratificar al técnico. Al inicio del 2015, el equipo es eliminado de la Liga de Campeones por la Juventus, pero comienza a remontar hacia la zona templada de la clasificación en la Bundesliga. El 15 de abril de 2015, el club alemán comunicó que Klopp dejaría de ser su técnico al término de la temporada. Se despidió del banquillo del Signal Iduna Park llevando al equipo a la séptima posición en la Bundesliga y perdiendo la final de la Copa de Alemania.
Tras abandonar el Borussia Dortmund, Klopp inició un año sabático. En agosto de 2015, rechazó una oferta para dirigir al Olympique de Marsella.

### Liverpool

#### 2015/16: Primer temporada

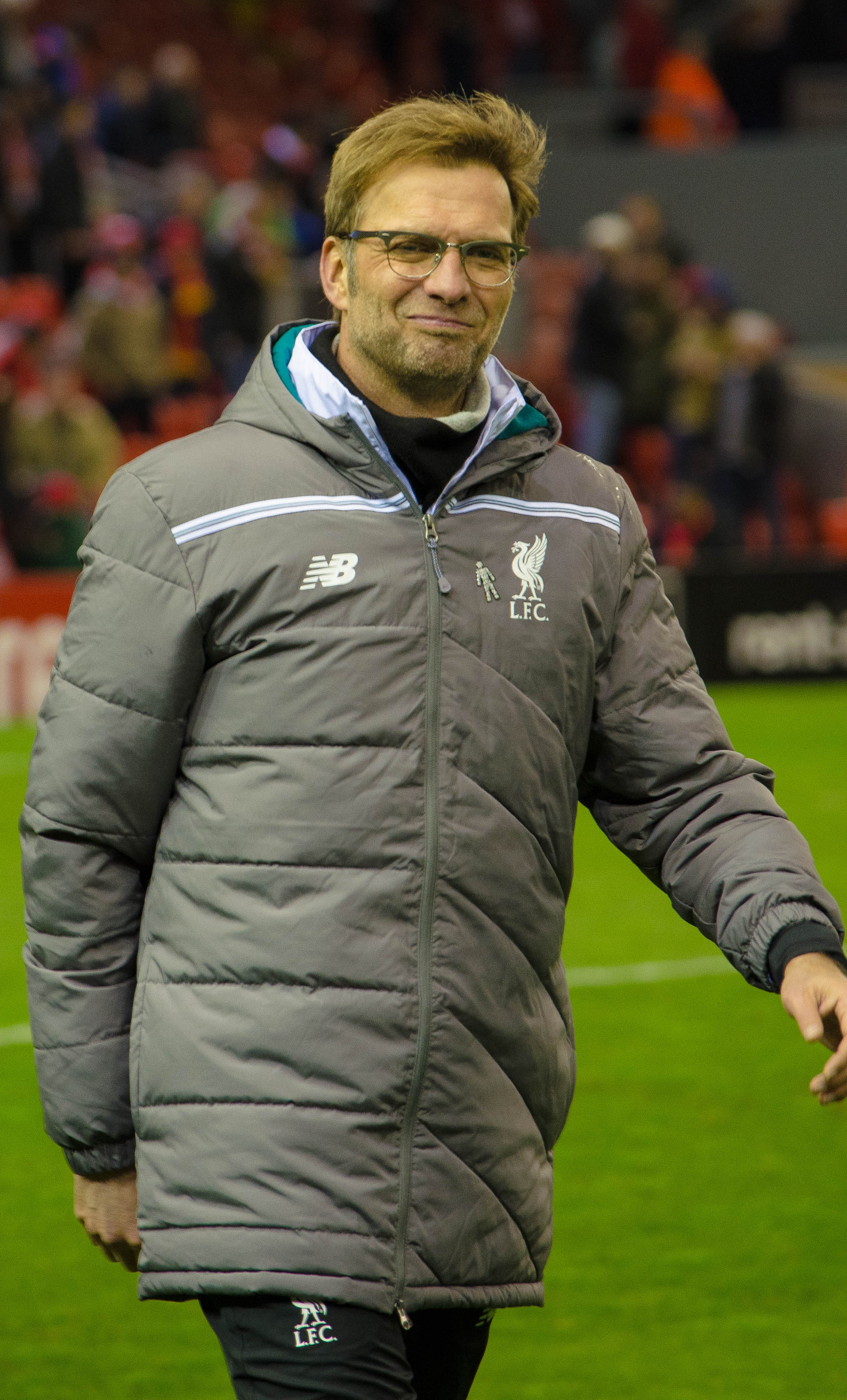
Klopp en 2016

El 8 de octubre de 2015, Klopp firmó un contrato como nuevo técnico del Liverpool FC hasta 2018. En su primera rueda de prensa, Klopp describió a su nuevo equipo diciendo que "no es un club normal, es un club especial. Tuve dos clubes muy especiales con el Mainz y el Dortmund. Es el siguiente paso perfecto para mí para estar aquí y tratar de ayudar" y declarando su intención de entregar trofeos dentro de cuatro años. Durante su primera conferencia, Klopp se autodenominó "The Normal One" en una parodia de la famosa declaración de José Mourinho "The Special One" en 2004. Su primer partido al frente del conjunto red se produjo el 17 de octubre ante Tottenham Hotspur por la Premier League 2015-16, en condición de visitante, con un resultado de 0-0. El 28 de octubre logra su primera victoria al frente del equipo tras un partido de la Copa de la Liga por 1-0 al AFC Bournemouth con gol de Nathaniel Clyne y el 31 de octubre consigue su primera victoria en la Premier League, al imponerse al Chelsea de Mourinho en el Stamford Bridge. Terminó la temporada octavo en Premier League; y en las copas nacionales, llegó a dieciseisavos de la FA Cup ante el West Ham United y fue subcampeón de la Copa de la Liga, tras caer en penaltis en la final ante el Manchester City. En competición europea, el Liverpool también fue subcampeón de la UEFA Europa League, al caer derrotado 1–3 en la final de Basilea ante el Sevilla Fútbol Club. Previamente, eliminó en octavos a los eternos rivales del Manchester United, en cuartos a su exequipo Borussia Dortmund, con una épica remontada, y en semifinales al Villarreal CF.

#### 2016/17
El 8 de julio de 2016, Klopp alargó su contrato con el Liverpool hasta 2022. Tras completar un arranque irregular en la Premier League, el equipo red encadenó buenos resultados y terminó la primera vuelta del campeonato como segundo clasificado. Finalmente, el Liverpool obtuvo la cuarta posición de la Premier League, clasificándose para la ronda previa de la Liga de Campeones. En las copas nacionales, fue eliminado en los dieciseisavos de la FA Cup al perder 1 a 2 ante Wolverhampton Wanderers y llegó a las semifinales de la Copa de la Liga, cayendo ante el Southampton con un resultado global de 0-2.

#### 2017/18
En la temporada 2017-18, el Liverpool volvió a terminar la Premier League como cuarto clasificado, con unos registros muy similares a los del curso anterior, asegurando la clasificación para la Liga de Campeones de la UEFA por segunda temporada consecutiva. Junto con la aparición de Andrew Robertson y Trent Alexander-Arnold como titulares en el lateral, Virgil van Dijk y Dejan Lovren construyeron una sólida asociación en el centro de la defensa del Liverpool, y al holandés se le atribuye la mejora de los anteriores problemas defensivos. El equipo de Klopp sorprendió con su gran rendimiento en la Liga de Campeones, donde llegaron a la final tras derrotar al Oporto en octavos de final, al Manchester City en cuartos de final y a la Roma en semifinales. Sin embargo, no pudieron alzarse con el título, ya que perdieron la final contra el Real Madrid (3-1). Esta fue la sexta derrota de Klopp en siete grandes finales. A pesar de su poderío ofensivo, el equipo de Klopp había sido criticado por su relativamente alto número de goles encajados, algo que Klopp trató de mejorar con el fichaje del defensa Virgil van Dijk en la ventana de transferencias de enero, por una tarifa reportada de 75 millones de libras esterlinas, un récord mundial de transferencia para un defensor. En la ventana de transferencias de verano, Klopp hizo una serie de fichajes de alto perfil, incluyendo los centrocampistas Naby Keïta y Fabinho, el delantero Xherdan Shaqiri y el portero Alisson Becker.

#### 2018/19: El triplete europeo
La temporada 2018-19 fue una de las mejores para el técnico alemán. Comenzó la temporada con el mejor inicio de liga en la historia del club, ganando sus primeros seis partidos. El 2 de diciembre de 2018, Klopp fue acusado de mala conducta tras correr al campo durante el derbi de Merseyside para celebrar el gol de la victoria de Divock Origi en el minuto 96 con el portero Alisson Becker. Tras una victoria por 2-0 contra el Wolverhampton Wanderers, el Liverpool terminó el día de Navidad con cuatro puntos de ventaja en la cima de la liga. La victoria por 4-0 contra el Newcastle United en el Boxing Day permitió a los de Klopp ampliar su ventaja en la liga a seis puntos en la mitad de la temporada, además de convertirse en el cuarto equipo de la Premier League que permanece invicto a estas alturas. Fue la victoria número 100 de Klopp en 181 partidos como entrenador del Liverpool. Las incorporaciones defensivas de Klopp demostraron ser efectivas, ya que su equipo igualó el récord histórico de menos goles encajados a estas alturas de una temporada en la máxima categoría, encajando solo 7 goles y manteniendo la portería a cero en 12 partidos. El 29 de diciembre de 2018, el equipo de Klopp vapuleó al Arsenal por 5-1 en Anfield, ampliando su racha de imbatibilidad como local en la liga a 31 partidos, igualando su mejor racha de este tipo en la competición. Con este resultado, el equipo se colocó con nueve puntos de ventaja en el liderato de la liga, y el Liverpool ganó los ocho partidos que disputó en diciembre. Posteriormente, Klopp recibió el premio al mejor entrenador del mes de diciembre de 2018 de la Premier League. El equipo de Klopp acabó la temporada como subcampeón de la Premier League 2018-19 tras pelear hasta la última jornada contra el Manchester City. El equipo red sumó 97 puntos, sólo uno menos que el City, que terminó con 98 puntos. Klopp terminó la temporada con sólo una derrota, 7 empates y 30 victorias, e invicto en sus partidos como local. Logró el tercer mejor rendimiento en la historia de la Premier League por detrás del Manchester City 17/18 y 18/19, con una puntuación con la que habría sido campeón en 25 de las 27 anteriores temporadas.

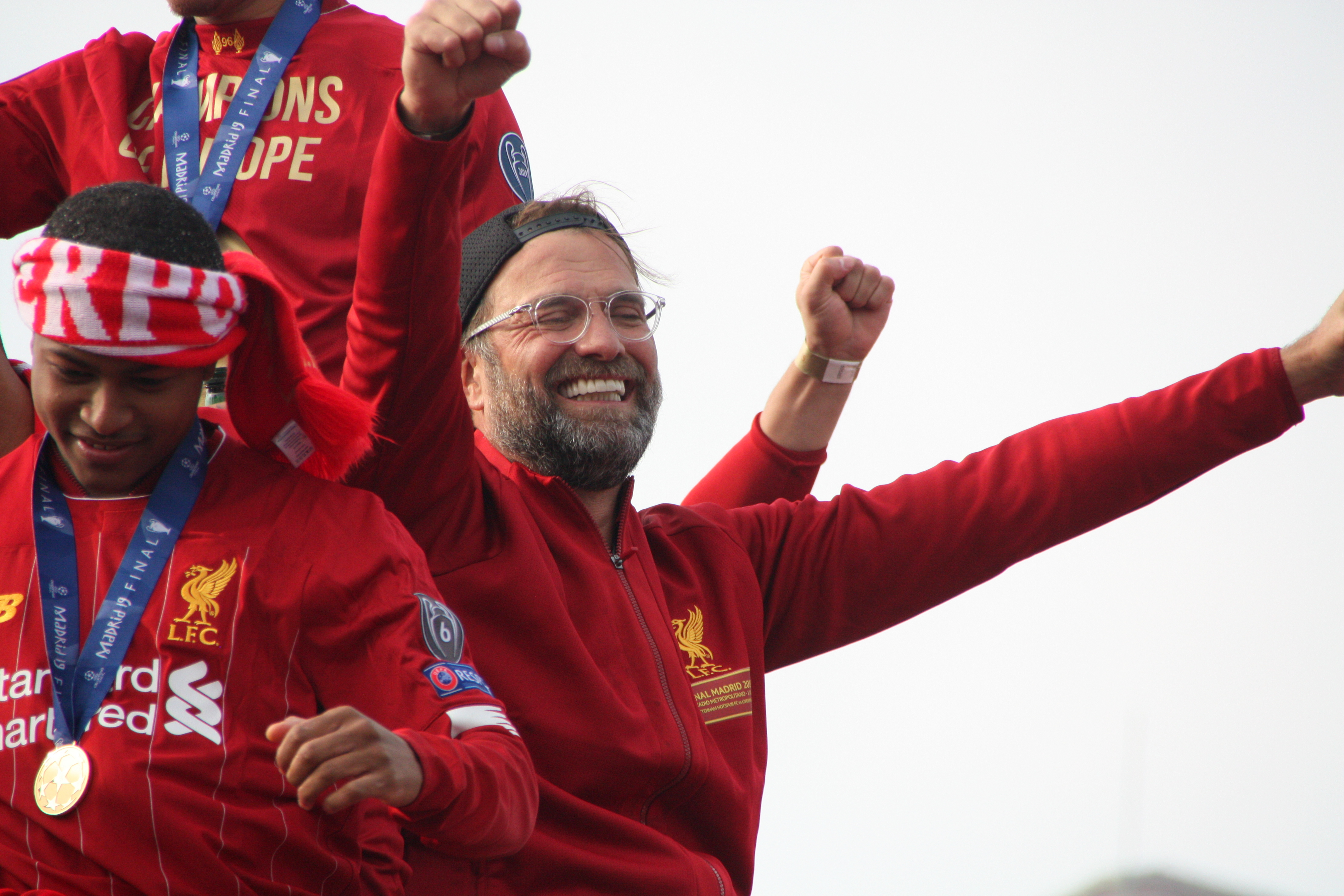
Klopp durante el desfile de la victoria del Liverpool en la Liga de Campeones

El éxito le fue esquivo al Liverpool de Klopp en las competiciones coperas nacionales en 2018-19. El 26 de septiembre de 2018, el equipo de Klopp fue eliminado en la tercera ronda de la Copa de la Liga tras perder por 2-1 ante el Chelsea, su primera derrota de la temporada en todas las competiciones, y fue eliminado de la FA Cup tras perder por 2-1 ante el Wolverhampton en la tercera ronda. A pesar de la falta de éxito en las competiciones coperas domésticas, el Liverpool ganó la Liga de Campeones de la UEFA 2018-19 el 1 de junio de 2019 contra el Tottenham Hotspur, título que el club de Merseyside no lograba ganar desde hace 14 años. Anteriormente el equipo de Klopp terminó segundo de su grupo por goles a favor y se clasificó para la fase eliminatoria, en la ida de los octavos de final que se jugó en Anfield empataría 0 a 0 con el campeón alemán, el Bayern de Múnich, sin embargo el liverpool se clasificaría a los cuartos de final en la vuelta que se jugó en el Alianz Arena ganando con un marcador de 3 a 1, Ya en los cuartos de final vencieron al Futbol Club Oporto con un marcador global de 6 a 1 para avanzar a las semifinales, donde se enfrentó al Futbol Club Barcelona perdiendo en la ida 3-0 que se jugó en el entonces llamado Camp Nou y consiguiendo una de las mejores remontadas de la Champions ganando por un 4-0 en Anfield y de esa manera clasificándose a la final disputada en el estadio Metropolitano de Madrid contra el Tottenham Hotspur, el Liverpool se impuso por 2-0 con goles de Mohamed Salah y Divock Origi, siendo este su primer título del alemán con el Liverpool. Además, esta era la tercera vez que logró llegar a la final de la misma, y la primera en la que consiguió ser campeón.

#### 2019/20: HistóricaPremier League
| «Para mí, el fútbol es lo único más inspirador que el cine. Te levantas por la mañana y la magia fue toda real».—Klopp reflexionando sobre su triunfo en la Liga de Campeones con el Liverpool en 2018-19 |

El equipo de Klopp comenzó la temporada 2019-20 enfrentándose al Manchester City en la Community Shield 2019, contra el que perdió 5-4 en los penaltis. Tras consagrarse como campeones de la UEFA Champions League 2018-19, el 14 de agosto de 2019 los de Klopp se enfrentaron al campeón de la UEFA Europa League 2018-19 y rival de la Premier League, el Chelsea, en la Supercopa de Europa 2019. Con el marcador empatado tras la prórroga, el equipo de Klopp se impuso por 5-4 en los penaltis, así proclamándose campeones de dicho certamen, título que los reds no lograban ganar desde 2005, y dando a Klopp su segundo trofeo con el club. Fue el cuarto triunfo del Liverpool en el torneo, situándose por detrás solo del Fútbol Club Barcelona y el A.C. Milan que tienen cinco títulos cada uno. En la Premier League 2019-20, el Liverpool de Klopp ganó sus seis primeros partidos para situarse con cinco puntos de ventaja en lo alto de la tabla. Tras la cuarta semana de partidos, Klopp fue nombrado ganador del premio al mejor entrenador del mes de agosto, su cuarto galardón del premio mensual. Su victoria a domicilio contra el Chelsea (2-1) estableció un récord del club de siete victorias consecutivas en la liga a domicilio y convirtió al Liverpool en el primer club de la Premier League en ganar sus seis primeros partidos en temporadas sucesivas. El 23 de septiembre de 2019, Klopp fue nombrado El Mejor Entrenador Masculino de la FIFA de 2019, por delante de Pep Guardiola y Mauricio Pochettino. En la ceremonia de entrega de premios, Klopp reveló que había firmado con el movimiento Common Goal, donando el 1% de su salario a una organización benéfica que financia organizaciones de todo el mundo que utilizan el fútbol para abordar problemas sociales. El 11 de octubre, se anunció que Klopp había sido nombrado entrenador del mes de septiembre, ganando el premio por segundo mes consecutivo.
El 30 de noviembre, tras una victoria por 2-1 ante el Brighton & Hove Albion, Klopp consiguió que el Liverpool igualara el récord histórico de 31 partidos de liga consecutivos sin perder, desde la última derrota del club ante el Manchester City el 3 de enero, que se remonta a 1988. Su equipo batió el récord una semana más tarde, tras imponerse por 5-2 al Everton. Tras la victoria contra el Red Bull Salzburgo, que hizo que el Liverpool se colocara en el primer puesto de su grupo de la Liga de Campeones, el 13 de diciembre de 2019, Klopp prolongó su contrato con el Liverpool por dos años más. En diciembre de 2019, Klopp ganó su tercer premio de entrenador del mes de noviembre en la Premier League, tras ganar los cuatro partidos de liga con el Liverpool. Finalmente, el 21 de diciembre de 2019, el Liverpool ganó su tercer título del año, proclamándose campeón del mundo por primera vez en su historia tras vencer la final de la Copa Mundial de Clubes de la FIFA por 1-0 ante el Flamengo de Brasil. Con esta consagración el Liverpool se convirtió en el primer conjunto inglés en ganar el triplete internacional de la Liga de Campeones de la UEFA, la Supercopa de la UEFA y la Copa Mundial de Clubes de la FIFA. Su equipo terminó el año 2019 con una victoria en casa contra el Wolves (1-0). El resultado amplió la racha de imbatibilidad del Liverpool en casa a 50 partidos y dio a los reds de Klopp una ventaja de 13 puntos en la cima de la tabla con un partido menos. Posteriormente, Klopp fue nombrado mejor entrenador del mes de diciembre en la Premier League, ganando el premio por cuarta vez esa temporada. El 11 de enero de 2020, una victoria a domicilio por 1-0 contra el Tottenham Hotspur amplió la racha de imbatibilidad del Liverpool a 38 partidos de liga -un récord del club-, sumando un total de 61 puntos en 21 partidos, la mayor cantidad de la historia a esas alturas de la temporada por parte de un equipo de las cinco principales ligas europeas. El 1 de febrero de 2020, el equipo de Klopp ganó en casa al Southampton (4-0) y se situó con 22 puntos de ventaja en el liderato de la Premier League; la mayor ventaja al final de la jornada en la historia de la liga inglesa, y tras la derrota del segundo clasificado, el Manchester City, ante los Spurs al día siguiente, la mayor diferencia entre el primero y el segundo en la historia de la liga. Posteriormente, Klopp fue nombrado mejor entrenador del mes de enero de la Premier League, el quinto de la temporada hasta la fecha, batiendo el récord de victorias del premio en una sola temporada.
Una victoria por 3-2 en casa contra el West Ham United el 24 de febrero de 2020 hizo que el equipo de Klopp igualara los récords de la máxima categoría inglesa de victorias consecutivas (18) y de victorias consecutivas en casa (21; establecido por el equipo del Liverpool de Bill Shankly en 1972); este último estableció un récord para la era de la Premier League. Klopp dijo tras el partido que "nunca pensó que [el récord de victorias del Manchester City] sería superado o igualado". El 7 de marzo, con la victoria por 2-1 contra el AFC Bournemouth en Anfield Road, el Liverpool estableció un récord en la máxima categoría inglesa de 22 victorias consecutivas en casa. El 26 de junio del 2020 el Liverpool se proclamó campeón de la Premier League a falta de 7 partidos; rompiendo así una espera de 30 años, y su primer título de la Premier League desde la fundación de esta en 1992. En lo que va de temporada, el Liverpool ha establecido varios récords en la máxima categoría del fútbol inglés, como el de mayor número de victorias consecutivas en casa (23), el de mayor ventaja de puntos al final de una semana de partidos (22) y, al ganar la liga, se adjudicó el inusual logro de ganar la Premier League antes que cualquier otro equipo por partidos jugados (a falta de siete) y más tarde que cualquier otro equipo por fecha (siendo el único equipo que se adjudicó el título en junio). Al comienzo de la temporada anterior, el Liverpool también disfrutó de una racha de 44 partidos sin perder en la liga, la segunda más larga de la historia de la máxima categoría, que terminó ante el Watford el 29 de febrero de 2020. Al final de la temporada, Klopp fue nombrado Manager del Año de la LMA, así como Entrenador del Año de la Premier League.

#### 2020/21
En la temporada 2020-21, luego de ganar los tres primeros partidos por liga contra el Leeds United, el Chelsea y el Arsenal, el 4 de octubre de 2020, el equipo de Klopp cayó derrotado 7-2 como visitante ante el Aston Villa. Era la primera vez que el Liverpool recibía 7 goles en un partido de liga desde 1963. Además, en un polémico empate en el derbi de Merseyside, el defensor Virgil van Dijk sufrió una grave lesión de rodilla que le mantendría de baja durante más de seis meses, perdiéndose el resto de la temporada. Más tarde, se recuperaron con victorias contra el Sheffield United y el West Ham United. Llegaron al parón internacional terceros en la liga y primeros de su grupo de la Liga de Campeones después de una victoria por 5-0 contra el Atalanta. El 22 de noviembre, el conjunto de Klopp superó un récord del club de 64 partidos consecutivos de liga sin perder en Anfield -superando el anterior récord de 63 partidos bajo el mando de Bob Paisley entre 1978 y 1981- con una victoria por 3-0 contra el Leicester City. El 17 de diciembre de 2020, Klopp fue nombrado como ganador al mejor entrenador por segundo año consecutivo en los Premios Best Football de la FIFA, tras haber guiado al club a su primer título de liga en 30 años. El 20 de diciembre, Klopp ganó el premio al Entrenador Deportivo del Año de la BBC. Una mala racha a principios de 2021 -que coincidió con que el Liverpool no pudo contar con sus tres principales defensas centrales, lesionados para el resto de la temporada- hizo que el Liverpool llegara a ser octavo en marzo. Después, el club se recuperó y se mantuvo invicto en sus últimos diez partidos de liga, con ocho victorias y dos empates, lo que hizo que el equipo terminara tercero en la temporada 2020-21 de la Premier League. En esta racha, Klopp apostó por una nueva dupla defensiva formada por Nathaniel Phillips y Rhys Williams, ambos sin experiencia previa en la Premier League, e incluyó la primera victoria de Klopp en Old Trafford, sede de su eterno rival, el Manchester United, con una victoria del Liverpool por 4-2. Las cinco victorias en la liga en mayo hicieron que Klopp fuera nombrado Entrenador del Mes de la Premier League, la novena vez que recibe el premio.

#### 2021/22: Dos títulos más al palmarés
Tras comenzar la temporada 2021-22 con cinco victorias y tres empates en los primeros ocho partidos de liga, el 24 de octubre de 2021, el Liverpool F. C. venció al Manchester United por 5-0 en Old Trafford. Esta fue la victoria número 200 de Klopp en 331 partidos al frente de los reds, convirtiéndose en el entrenador que más rápido ha alcanzado ese hito en la historia del club. El 1 de diciembre, Klopp condujo al equipo a una victoria a domicilio por 4-1 contra el Everton en la Premier League, y el club se convirtió en el primer equipo de la historia de la máxima categoría inglesa en marcar al menos dos goles en 18 partidos consecutivos en todas las competiciones. El 7 de diciembre, el Liverpool ganó por 2-1 al A.C. Milan en San Siro y se convirtió en el primer club inglés en ganar los seis partidos de la fase de grupos de la Liga de Campeones en la historia de la competición. El 16 de diciembre, Klopp se convirtió en el entrenador más rápido de la historia del club en conseguir 150 victorias en la liga con una victoria por 3-1 en casa contra el Newcastle United, en lo que fue la victoria número 2000 del Liverpool en la máxima categoría, siendo el primer club en la historia de Inglaterra en alcanzar este hito. El 27 de febrero de 2022, condujo al Liverpool a su primera final nacional desde 2016, la final de la EFL Cup de 2022, en la que derrotó al Chelsea de Thomas Tuchel por 11-10 en la tanda de penaltis, tras un empate a cero que llegó a la prórroga. Fue la novena victoria del Liverpool, un récord, y la primera vez que la ganaba desde 2012. Tras la destitución de Sean Dyche del Burnley el 15 de abril, Klopp se convirtió en el entrenador que desde hace más tiempo dirige en la Premier League. El 28 de abril, Klopp firmó una prórroga de su contrato por dos años, ampliando su estancia en el Liverpool hasta 2026. En su anuncio a los seguidores del Liverpool, citó a su esposa Ulla, como una de las principales razones para firmar el contrato. El 3 de mayo, Klopp consiguió su cuarta final de la Liga de Campeones como entrenador y la tercera como técnico del Liverpool, al derrotar al Villareal por un global de 5-2 (2-0 en Anfield) para enfrentarse al Real Madrid en la final de París. El 14 de mayo, el Liverpool ganó su primera FA Cup desde 2006, obteniendo así su octavo título en la competición, derrotando nuevamente al Chelsea, esta vez por 6-5 en los penaltis tras un empate a cero que llegó a la prórroga. La victoria en la FA Cup convirtió a Klopp en el primer entrenador alemán en ganar la competición. Las esperanzas del cuadruplete del club llegaron a su fin el 22 de mayo, ya que, a pesar de derrotar a los Wolves por 3-1, el Manchester City volvió a ganar por 3-2 en tan corto espacio de tiempo, tras empatar y adelantarse después de ir perdiendo por 0-2 contra el Aston Villa. El 28 de mayo, el Liverpool fue derrotado 1-0 en la final de la Liga de Campeones ante el Real Madrid, la segunda derrota de Klopp en una final de la UCL al frente del club. Igualmente la tristeza por no conquistar la corona europea no impidió que el plantel fuera recibido con todos los honores, los Reds recorrieron las calles de Liverpool para celebrar los títulos conseguidos en la temporada ante miles de hinchas que acudieron a la cita. Ante esto, el entrenador alemán declaró que "vayan reservando nuestro hotel en Estambul" para la final de la siguiente edición del máximo certamen continental del Viejo Continente.

#### 2022-23: Deshonrosa temporada
En el inicio de la temporada, el alemán compró jugadores como Darwin Núñez, Cody Gakpo, Fábio Carvalho y Arthur Melo. Su principal baja fue la de Sadio Mané, quién aceptó una oferta de 63 millones de euros al Bayern Múnich. Empezó con dos empates ante el Fulham y el Crystal Palace, una derrota de visita con el Manchester United. Nunca antes se había visto una racha negativa de 3 partidos sin ganar al inicio de temporada. Su tristeza no duraría tanto al ganarle 9-0 al Bournemouth, siendo una de las goleadas más grandes en la historia de la Premier, sólo superado por los red devils, que también obtuvieron un resultado así ante el Southamtpon en la temporada 1994-95.En las posteriores tres fechas sacó dos empates y una victoria ante el Everton, Wolverhampton Wanderers y Chelsea, pero perdió ante el Arsenal por 3-2, sacó un empate por 3-3 ante el West Bromwich y una victoria ante el Manchester City, dejando séptimos a los reds.

#### 2023-24: Última temporada, último título y despedida emotiva
El 26 de enero de 2024, anunció la marcha de los red birds tras 9 temporadas.
El 25 de febrero de 2024, ganó la Copa de la Liga frente a Chelsea en la final (1-0). De este modo, Klopp suma 13 títulos como entrenador.
El 19 de mayo de 2024, en Anfield Road, Liverpool dirigió ante Wolves su último partido con el Liverpool en lo que fue un triunfo por 2:0 con goles de Alexis Mac Allister y Jarell Quansah. En una despedida emotiva, se destacan el abrazo que recibió por parte de Trent Alexander-Arnold y Luis Fernando Díaz cuando estos salían de cambio, así como la emoción en la previa del cruce demostrada por las lágrimas del mismo Trent y Virgil van Dijk.
En esta última temporada con el club, terminaron en la tercera posición detrás del campeón Manchester City (91 PTS) y del segundo Arsenal (89 PTS) producto de 82 puntos generados a base de 24 triunfos, 10 empates y 4 derrotas con 86 goles a favor y 45 en contra, diferencia de gol de +41.

#### 2025: Red Bull
El 9 de octubre del 2024, Klopp anunció que en 2025 tomará el cargo de director de actividades de fútbol en Red Bull.

## Clubes

### Como jugador[87][88][89]
| Club                | País     | Año       | Partidos | Goles |
| ------------------- | -------- | --------- | -------- | ----- |
| Rot-Weiss Frankfurt | Alemania | 1989      | 6        | 0     |
| 1. FSV Mainz 05     | Alemania | 1989-2001 | 340      | 56    |

### Como entrenador
| Club              | País       | Año         |
| ----------------- | ---------- | ----------- |
| Mainz 05          | Alemania   | 2001 - 2008 |
| Borussia Dortmund | Alemania   | 2008 - 2015 |
| Liverpool         | Inglaterra | 2015 - 2024 |

## Estadísticas como entrenador
| Equipo                       | Div.                | Temporada           | Liga  | Liga | Liga | Liga | Liga |       | Copa | Copa | Copa | Copa  |    | Internacional | Internacional | Internacional | Internacional | Internacional |   | Otros | Otros | Otros | Otros |     | Totales     | Totales | Totales | Totales | Totales | Totales | Totales | Totales |
| Equipo                       | Div.                | Temporada           | Part. | G    | E    | P    | Pos. | Part. | G    | E    | P    | Part. | G  | E             | P             | Pos.          | Part.         | G             | E | P     | Part. | G     | E     | P   | Rendimiento | GF      | GC      | Dif.    |         |         |         |         |
| ---------------------------- | ------------------- | ------------------- | ----- | ---- | ---- | ---- | ---- | ----- | ---- | ---- | ---- | ----- | -- | ------------- | ------------- | ------------- | ------------- | ------------- | - | ----- | ----- | ----- | ----- | --- | ----------- | ------- | ------- | ------- | ------- | ------- | ------- | ------- |
| Mainz 05 · Alemania          | 2.ª                 | 2000-01             | 12    | 6    | 3    | 3    | 14.º | -     | -    | -    | -    | -     | -  | -             | -             | -             | -             | -             | - | -     | 12    | 6     | 3     | 3   | 58.33%      | 17      | 13      | +4      |         |         |         |         |
| Mainz 05 · Alemania          | 2.ª                 | 2001-02             | 34    | 18   | 10   | 6    | 4.º  | 3     | 2    | 0    | 1    | -     | -  | -             | -             | -             | -             | -             | - | -     | 37    | 20    | 10    | 7   | 63.06%      | 73      | 50      | +23     |         |         |         |         |
| Mainz 05 · Alemania          | 2.ª                 | 2002-03             | 34    | 19   | 5    | 10   | 4.º  | 1     | 0    | 1    | 0    | -     | -  | -             | -             | -             | -             | -             | - | -     | 35    | 19    | 6     | 10  | 60%         | 65      | 40      | +25     |         |         |         |         |
| Mainz 05 · Alemania          | 2.ª                 | 2003-04             | 34    | 13   | 15   | 6    | 3.º  | 1     | 0    | 1    | 0    | -     | -  | -             | -             | -             | -             | -             | - | -     | 35    | 13    | 16    | 6   | 52.38%      | 49      | 34      | +15     |         |         |         |         |
| Mainz 05 · Alemania          | 1.ª                 | 2004-05             | 34    | 12   | 7    | 15   | 11.º | 2     | 1    | 1    | 0    | -     | -  | -             | -             | -             | -             | -             | - | -     | 36    | 13    | 8     | 15  | 43.52%      | 56      | 58      | -2      |         |         |         |         |
| Mainz 05 · Alemania          | 1.ª                 | 2005-06             | 34    | 9    | 11   | 14   | 11.º | 4     | 1    | 2    | 1    | 6     | 3  | 2             | 1             | 1.ªF          | -             | -             | - | -     | 44    | 13    | 15    | 16  | 40.91%      | 59      | 55      | +4      |         |         |         |         |
| Mainz 05 · Alemania          | 1.ª                 | 2006-07             | 34    | 8    | 10   | 16   | 16.º | 1     | 0    | 0    | 1    | -     | -  | -             | -             | -             | -             | -             | - | -     | 35    | 8     | 10    | 17  | 32.38%      | 34      | 58      | -24     |         |         |         |         |
| Mainz 05 · Alemania          | 2.ª                 | 2007-08             | 34    | 16   | 10   | 8    | 4.º  | 2     | 1    | 0    | 1    | -     | -  | -             | -             | -             | -             | -             | - | -     | 36    | 17    | 10    | 9   | 56.48%      | 69      | 39      | +30     |         |         |         |         |
| Mainz 05 · Alemania          | Total               | Total               | 250   | 101  | 71   | 78   | -    | 14    | 5    | 5    | 4    | 6     | 3  | 2             | 1             | -             | -             | -             | - | -     | 270   | 109   | 78    | 83  | 50%         | 422     | 347     | +75     |         |         |         |         |
| Borussia Dortmund · Alemania | 1.ª                 | 2008-09             | 34    | 15   | 14   | 5    | 6.º  | 3     | 2    | 0    | 1    | 2     | 1  | 0             | 1             | 1.ªF          | -             | -             | - | -     | 39    | 18    | 14    | 7   | 58.12%      | 68      | 43      | +25     |         |         |         |         |
| Borussia Dortmund · Alemania | 1.ª                 | 2009-10             | 34    | 16   | 9    | 9    | 5.º  | 3     | 2    | 0    | 1    | -     | -  | -             | -             | -             | -             | -             | - | -     | 37    | 18    | 9     | 10  | 56.76%      | 62      | 46      | +16     |         |         |         |         |
| Borussia Dortmund · Alemania | 1.ª                 | 2010-11             | 34    | 23   | 6    | 5    | 1.º  | 2     | 1    | 1    | 0    | 8     | 4  | 3             | 1             | FG            | -             | -             | - | -     | 44    | 28    | 10    | 6   | 71.22%      | 85      | 29      | +56     |         |         |         |         |
| Borussia Dortmund · Alemania | 1.ª                 | 2011-12             | 34    | 25   | 6    | 3    | 1.º  | 6     | 5    | 1    | 0    | 6     | 1  | 1             | 4             | FG            | 1             | 0             | 1 | 0     | 47    | 31    | 9     | 7   | 72.34%      | 101     | 39      | +62     |         |         |         |         |
| Borussia Dortmund · Alemania | 1.ª                 | 2012-13             | 34    | 19   | 9    | 6    | 2.º  | 4     | 3    | 0    | 1    | 13    | 7  | 4             | 2             | 2.º           | 1             | 0             | 0 | 1     | 52    | 29    | 13    | 10  | 64.1%       | 118     | 61      | +57     |         |         |         |         |
| Borussia Dortmund · Alemania | 1.ª                 | 2013-14             | 34    | 22   | 5    | 7    | 2.º  | 6     | 5    | 0    | 1    | 10    | 6  | 0             | 4             | 1/4           | 1             | 1             | 0 | 0     | 51    | 34    | 5     | 12  | 69.94%      | 113     | 55      | +58     |         |         |         |         |
| Borussia Dortmund · Alemania | 1.ª                 | 2014-15             | 34    | 13   | 7    | 14   | 7.º  | 6     | 4    | 1    | 1    | 8     | 4  | 1             | 3             | 1/8           | 1             | 1             | 0 | 0     | 49    | 22    | 9     | 18  | 51.02%      | 78      | 58      | +20     |         |         |         |         |
| Borussia Dortmund · Alemania | Total               | Total               | 238   | 133  | 56   | 49   | -    | 30    | 22   | 3    | 5    | 47    | 23 | 9             | 15            | -             | 4             | 2             | 1 | 1     | 319   | 180   | 69    | 70  | 63.64%      | 625     | 331     | +294    |         |         |         |         |
| Liverpool Inglaterra         | 1.ª                 | 2015-16             | 30    | 13   | 9    | 8    | 8.º  | 9     | 4    | 3    | 2    | 13    | 6  | 5             | 2             | 2.º           | -             | -             | - | -     | 52    | 23    | 17    | 12  | 55.13%      | 87      | 58      | +29     |         |         |         |         |
| Liverpool Inglaterra         | 1.ª                 | 2016-17             | 38    | 22   | 10   | 6    | 4.º  | 9     | 5    | 1    | 3    | -     | -  | -             | -             | -             | -             | -             | - | -     | 47    | 27    | 11    | 9   | 65.25%      | 92      | 47      | +45     |         |         |         |         |
| Liverpool Inglaterra         | 1.ª                 | 2017-18             | 38    | 21   | 12   | 5    | 4.º  | 3     | 1    | 0    | 2    | 15    | 9  | 4             | 2             | 2.º           | -             | -             | - | -     | 56    | 31    | 16    | 9   | 64.88%      | 135     | 63      | +72     |         |         |         |         |
| Liverpool Inglaterra         | 1.ª                 | 2018-19             | 38    | 30   | 7    | 1    | 2.º  | 2     | 0    | 0    | 2    | 13    | 8  | 1             | 4             | 1.º           | -             | -             | - | -     | 53    | 38    | 8     | 7   | 76.73%      | 115     | 38      | +77     |         |         |         |         |
| Liverpool Inglaterra         | 1.ª                 | 2019-20             | 38    | 32   | 3    | 3    | 1.º  | 7     | 3    | 2    | 2    | 8     | 4  | 1             | 3             | 1/8           | 4             | 2             | 2 | 0     | 57    | 41    | 8     | 8   | 76.61%      | 117     | 63      | +54     |         |         |         |         |
| Liverpool Inglaterra         | 1.ª                 | 2020-21             | 38    | 20   | 9    | 9    | 3.º  | 4     | 2    | 1    | 1    | 10    | 6  | 2             | 2             | 1/4           | 1             | 0             | 1 | 0     | 53    | 28    | 13    | 12  | 61.01%      | 97      | 55      | +42     |         |         |         |         |
| Liverpool Inglaterra         | 1.ª                 | 2021-22             | 38    | 28   | 8    | 2    | 2.º  | 12    | 8    | 4    | 0    | 13    | 10 | 1             | 2             | 2.º           | -             | -             | - | -     | 63    | 46    | 13    | 4   | 79.9%       | 147     | 48      | +99     |         |         |         |         |
| Liverpool Inglaterra         | 1.ª                 | 2022-23             | 38    | 19   | 10   | 9    | 5.º  | 5     | 1    | 2    | 2    | 8     | 5  | 0             | 3             | 1/8           | 1             | 1             | 0 | 0     | 52    | 26    | 12    | 14  | 57.69%      | 103     | 67      | +36     |         |         |         |         |
| Liverpool Inglaterra         | 1.ª                 | 2023-24             | 38    | 24   | 10   | 4    | 3.º  | 10    | 8    | 1    | 1    | 10    | 7  | 0             | 3             | 1/4           | -             | -             | - | -     | 58    | 39    | 11    | 8   | 73.56%      | 142     | 64      | +78     |         |         |         |         |
| Liverpool Inglaterra         | Total               | Total               | 334   | 209  | 78   | 47   | -    | 61    | 32   | 14   | 15   | 90    | 55 | 14            | 21            | -             | 6             | 3             | 3 | 0     | 491   | 299   | 109   | 83  | 68.3%       | 1035    | 503     | +532    |         |         |         |         |
| Total en su carrera          | Total en su carrera | Total en su carrera | 822   | 443  | 205  | 174  | -    | 105   | 59   | 22   | 24   | 143   | 81 | 25            | 37            | -             | 10            | 5             | 4 | 1     | 1080  | 588   | 256   | 236 | 62.34%      | 2082    | 1181    | +901    |         |         |         |         |
| 1. 2. 3.                     |                     |                     |       |      |      |      |      |       |      |      |      |       |    |               |               |               |               |               |   |       |       |       |       |     |             |         |         |         |         |         |         |         |

### Resumen por competiciones
| Competición                  | Partidos | Ganados | Empatados | Perdidos | %      | Resultado  |
| ---------------------------- | -------- | ------- | --------- | -------- | ------ | ---------- |
| 2. Bundesliga                | 148      | 72      | 43        | 33       | 58.33% | 3.er lugar |
| Bundesliga                   | 340      | 162     | 84        | 94       | 55.89% | Campeón    |
| Copa de Alemania             | 44       | 27      | 8         | 9        | 67.42% | Campeón    |
| Supercopa de Alemania        | 4        | 2       | 1         | 1        | 58.33% | Campeón    |
| Premier League               | 334      | 209     | 78        | 47       | 70.35% | Campeón    |
| FA Cup                       | 29       | 15      | 6         | 8        | 58.62% | Campeón    |
| EFL Cup                      | 32       | 17      | 8         | 7        | 61.46% | Campeón    |
| Community Shield             | 3        | 1       | 2         | 0        | 55.55% | Campeón    |
| Liga de Campeones de la UEFA | 104      | 60      | 15        | 29       | 62.5%  | Campeón    |
| Liga Europea de la UEFA      | 39       | 21      | 10        | 8        | 62.4%  | Subcampeón |
| Supercopa de la UEFA         | 1        | 0       | 1         | 0        | 33.33% | Campeón    |
| Mundial de Clubes de la FIFA | 2        | 2       | 0         | 0        | 100%   | Campeón    |
| TOTAL                        | 1080     | 588     | 256       | 236      | 62.34% | 13 Títulos |

#### Participaciones en Mundial de Clubes de la FIFA
| Copa                                   | Club      | Sede  | Resultado |
| -------------------------------------- | --------- | ----- | --------- |
| Copa Mundial de Clubes de la FIFA 2019 | Liverpool | Catar | Campeón   |

## Palmarés

### Títulos nacionales
| Título                | Equipo            | País       | Año     |
| --------------------- | ----------------- | ---------- | ------- |
| Bundesliga            | Borussia Dortmund | Alemania   | 2010-11 |
| Bundesliga            | Borussia Dortmund | Alemania   | 2011-12 |
| Copa de Alemania      | Borussia Dortmund | Alemania   | 2011-12 |
| Supercopa de Alemania | Borussia Dortmund | Alemania   | 2013    |
| Supercopa de Alemania | Borussia Dortmund | Alemania   | 2014    |
| Premier League        | Liverpool F. C.   | Inglaterra | 2019-20 |
| Copa de la Liga       | Liverpool F. C.   | Inglaterra | 2021-22 |
| FA Cup                | Liverpool F. C.   | Inglaterra | 2021-22 |
| Community Shield      | Liverpool F. C.   | Inglaterra | 2022    |
| Copa de la Liga       | Liverpool F. C.   | Inglaterra | 2023-24 |

### Títulos internacionales
| Título                       | Equipo          | País    | Año     |
| ---------------------------- | --------------- | ------- | ------- |
| Liga de Campeones de la UEFA | Liverpool F. C. | España  | 2018-19 |
| Supercopa de la UEFA         | Liverpool F. C. | Turquía | 2019    |
| Copa Mundial de Clubes       | Liverpool F. C. | Catar   | 2019    |

#### Distinciones individuales
| Distinción                                        | Año              |
| ------------------------------------------------- | ---------------- |
| Premio The Best FIFA al mejor entrenador          | 2019, 2020       |
| Entrenador del Año de la Premier League           | 2019-20          |
| Mejor entrenador de clubes del mundo de la IFFHS  | 2019             |
| Equipo mundial masculino de la IFFHS              | 2019             |
| Premio World Soccer al mejor entrenador del mundo | 2019             |
| Premio Globe Soccer – Entrenador del año          | 2019             |
| Premio Once de Oro – Mejor entrenador de Europa   | 2019             |
| Entrenador del año en Alemania                    | 2011, 2012, 2020 |

#### Clasificaciones de los mejores entrenadores de todos los tiempos
| Premio          | Posición | Top 10 | Año  | Referencias   |
| --------------- | -------- | ------ | ---- | ------------- |
| France Football | 27°      | No     | 2019 | [ 90 ] [ 91 ] |

## Vida personal
Klopp se ha casado dos veces. Anteriormente estuvo casado con Sabine y tienen un hijo, Marc (nacido en 1988), que ha jugado en varios clubes alemanes, entre ellos el FSV Fráncfort sub-19, KSV Klein-Karben, SV Darmstadt 98, Borussia Dortmund II y el lado Kreisliga. VfL Kemminghausen 1925.
El 5 de diciembre de 2005, Klopp se casó con la escritora social e infantil Ulla Sandrock. Se conocieron en un bar durante una celebración del Oktoberfest ese mismo año. Ella tiene un hijo, Dennis, de un matrimonio anterior. Klopp es un cristiano protestante que se ha referido a su fe en público, citando la importancia de Jesús en su vida en una entrevista en los medios de comunicación.
En una entrevista para The Guardian en abril de 2018, Klopp expresó su oposición a la Salida del Reino Unido de la Unión Europea. Políticamente, Klopp se considera de izquierdas, diciendo: "Soy de izquierdas, por supuesto. Más de izquierdas que de centro. Creo en el estado de bienestar. No estoy asegurado de forma privada. Nunca votaría por un partido que promete reducir impuestos a los más ricos. Mi entendimiento político es el siguiente: Si me va bien, también quiero que a los demás les vaya bien. Si hay algo que nunca haré en mi vida, es votar a la derecha".

## Comentarista
Desde 2005 colaboró en la televisión alemana ZDF comentando los partidos internacionales que disputaba Alemania. Tras la Eurocopa 2008, comienza a entrenar al Borussia Dortmund, siendo sustituido por Oliver Kahn. Posteriormente, durante la Copa del Mundo de Sudáfrica 2010, colaboró con la RTL como comentarista junto a Günther Jauch.